# José de Jesús Ravelo
José de Jesús Ravelo Castro (* 21. März 1876 in Santo Domingo; † 2. Dezember 1951 ebenda) war ein dominikanischer Komponist und Musikpädagoge.
Ravelo war ein musikalischer Autodidakt. Er hatte lediglich Unterricht bei Juan Francisco Pereyra. Von 1894 bis 1900 leitete er die Kapelle Pacificador, danach unterrichtete er Gesang an Eugenio María de Hostos’ Escuela Normal. Daneben war er Musikprofessor am Instituto Salomé Ureña und am Colegio Santo Tomás. In Zusammenarbeit mit dem Lyriker Ramón Emilio Jiménez entstand in dieser Zeit die Komposition La patria en la canción.
1904 gründete er mit einer Gruppe von Musikfreunden das Octeto del Casino de la Juventud aus dem 1932 das Orquesta de la Sociedad de Conciertos hervorging. Seit der Gründung 1908 leitete er das Liceo Musical (ab 1942 Conservatorio Nacional de Música y Declamación). 1928 war Ravelo Präsident des Primer Congreso Dominicano de Música. 1931 wurde er künstlerischer Leiter der Radiostation HIX.
Ravelo komponierte u. a. Walzer, Romanzen für Gesang und Klavier, Kammermusik, Orchesterwerke, Messen, Motetten und Oratorien. Sein bekanntestes Werk ist das Oratorium La muerte de Cristo, das 1941 in New York im Druck erschien. 1934 veröffentlichte er eine Historia de los himnos dominicanos.